# Filiksinos Yusuf Çetin
Filiksinos Yusuf Çetin – duchowny Syryjskiego Kościoła Ortodoksyjnego, od 1986 arcybiskup Stambułu i Ankary. Sakrę otrzymał 28 września 1986 roku.